# Rörliga polisen
Rörliga polisen var en riksomfattande enhet inom polisen i Finland. Den lades ned 2014.

## Tidigare huvuduppgifter
- Vägtrafikövervakning (60 % av verksamheten)
- Övervakning av snöskotertrafik
- Övervakning av båttrafik
- Utryckningspolis
- Stöd till den lokala polisen
- Polisverksamheten på Helsingfors-Vandas flygplats
- Presidentens säkerhet

## Tidigare organisation
- Ledning och ledningsstab (Helsingfors)
- Regionenheterna
  - Södra Finlands avdelning (Helsingfors)
  - Västra Finlands avdelning (Åbo)
  - Östra Finlands avdelning (S:t Michel)
  - Norra Finlands avdelning (Uleåborg)
- Specialenheterna
  - Flygplatsenheten (Vanda)
  - Säkerhetsenheten (Helsingfors)

Under regionenheterna fanns lokalenheter och separata övervakningsgrupper.

## Personal
- 650 poliser
- 50 civilanställda

Vid rörliga polisen fanns följande polistjänster: chefen för rörliga polisen (med titeln polisråd), biträdande chef, trafikpolisinspektör, förvaltningschef, överkommissarie och kommissarie, överkonstapel, äldre konstapel och yngre konstapel.

## Utrustning
- 200 bilar
- 40 motorcyklar
- 35 snöskotrar
- 15 båtar